# Relations entre l'Algérie et le Rwanda
Les relations entre l'Algérie et le Rwanda correspondent aux interactions diplomatiques, culturelles, économiques et sécuritaires entre la République algérienne démocratique et populaire et le Rwanda.

## Présentation
Les relations entre l'Algérie et le Rwanda sont qualifiés de « bonnes ». Les deux pays partagent « des vues communes sur les défis sécuritaires et de développement en Afrique ».

### Représentations officielles
L’Algérie a une ambassade à Kigali tandis que le Rwanda a une ambassade à Alger.

### Coopération politique et diplomatique
L’Algérie a défini sa politique africaine en fonction de deux priorités, d’un côté, la poursuite de la décolonisation par le soutien aux mouvements de libération du continent, et d’un autre côté, la lutte diplomatique contre le néocolonialisme et l’impérialisme par la constitution d’un bloc non aligné alternatif à l’échelle mondiale. Le Rwanda a misé  sur ses relations avec des partenaires étrangers, qui constituent un enjeu décisif pour l’avenir économique et politique du pays. C'est dans ce contexte que les deux pays partagent les mêmes idées et intérêts. La commission mixte algéro-rwandaise initiés en 1978 travaille sur le développement des axes de coopération dans tous les domaines, notamment la lutte contre le terrorisme ainsi que  la promotion des échanges commerciaux. Les deux pays ont multiplié les visites officielles et les entrevues sur des questions d'intérêt commun, notamment africaines,,.

### Coopération militaire
Le 12 Septembre 2022, le Chef d’Etat-major de l’Armée nationale populaire (ANP), Saïd Chengriha, a reçu en audience, Jean Bosco Kazura le Chef d’Etat-major des Forces armées de la République du Rwanda. Cette visite s'inscrit dans le cadre de concertation entre les deux armées sur les différents aspects sécuritaires et d’échange d’expertises dans le domaine technique et de formation.
Le 19 février 2024, le Chef d’Etat-major de l’Armée nationale populaire (ANP), Saïd Chengriha a effectué une visite officielle en République du Rwanda sur invitation du Chef d’Etat-major des Forces armées du Rwanda Mubarakh Muganga. Cette visite s'inscrit dans le cadre du renforcement de la coopération entre les Forces armées des deux pays, mais elle intervient notamment dans un contexte de tensions accrues dans la région des Grands Lacs en Afrique de l'Est, notamment dans la province du Nord Kivu en République démocratique du Congo, où l’armée congolaise, soutenue par les forces de la Communauté de développement d'Afrique australe (SADC), affronte les rebelles du Mouvement du 23 mars (M23), appuyés par les Forces démocratiques de libération du Rwanda. Ce rapprochement militaire entre les deux armées a irritée la République démocratique du Congo. Le vice-Premier ministre, ministre des Affaires étrangères et Francophonie, Christophe Lutundula s’est entretenu le 26 février 2024 à Kinshasa, avec l’ambassadeur algérien auprès du la République démocratique du Congo, Mohamed Yazid Bouzid pour clarifier la visite effectuée par le Chef d’état-major de l’armée algérienne à Kigali.

### Groupe d’amitié parlementaire
Dans le cadre de renforcement de la diplomatie parlementaire entre les deux pays, un groupe parlementaire d'amitié « Algérie-Rwanda » a été installé, le 29 février 2023 à l'Assemblée nationale populaire algérien en présence des officiels des deux pays.